# Azumapecten farreri
Azumapecten farreri — вид двустворчатых моллюсков из семейства морских гребешков. Встречаются в северо-западной части Тихого океана (побережья Китая, Корейского полуострова, Японии и залив Петра Великого. В заливе Петра Великого встречается на глубине 1—24 м на каменистом дне. Раковина округлой формы, створки почти симметричные, несут одинаковые радиальные «рёбра» разной ширины. На «рёбрах» есть большие приподнятые чешуйки. Окрас створок коричнево-фиолетовый, коричневый или кирпично-коричневый. Молодые гребешки покрыты ещё и беловатыми полосами и пятнами. Длина раковины до 10 см. Безвредны для человека, их охранный статус не определён. Является объектом коммерческого промысла.